# Bătălia de la Stănilești (1711)
Bătălia de la Stănilești a avut loc în iulie 1711 între Rusia (sprijinită de Dimitrie Cantemir - Principatul Moldovei) și trupe ale Imperiului Otoman
Voievodul Moldovei Dimitrie Cantemir l-a sprijinit în această bătălie pe țarul Petru cel Mare în campania acestuia împotriva Imperiului Otoman.

## Istoriografia română
Anonimul brâncovenesc a înregistrat vitejia în luptă a rușilor și a pus înfrângerea pe baza unei cauze simpliste, lipsa hranei, acoperind atitudinea șovăielnică a lui Constantin Brâncoveanu:
Țariul încă cu oastea lui pogorîndu-se pe Prut în jos cu Dumitrașco Vodă Cantemir, care se hainise de către turci, acolo mai jos de Huși, în niște locuri rele, le-au eșit înnainte turcii, tătarii, sfeții cîți era și i-au ocolit din toate părțile și le-au dat război foarte tare; ei încă au slobozit focul ca niște viteji în 2–3 zile pînă ce au sfârșit pita de nu avea ce mînca.Deacii au strigat la pacea și s-au rugat turcilor să le dea de mîncare, care turcii priimind și ei pacea, dîndu-le moscalii Azacul cetatea carea este în gura apei Donului de întră în marea ce să chieamă Meotis și alte cetăți și le-au dat turcii făină, pesmed de le-au prins foame. Și cu această rușine s-au întors țariul cu ai lui la țara-și.